# Bello (Antioquia)
Bello is een stad in het Colombiaanse departement Antioquia. De stsd telt 495.483 inwoners (2018). Bello is een voorstad van Medellín,

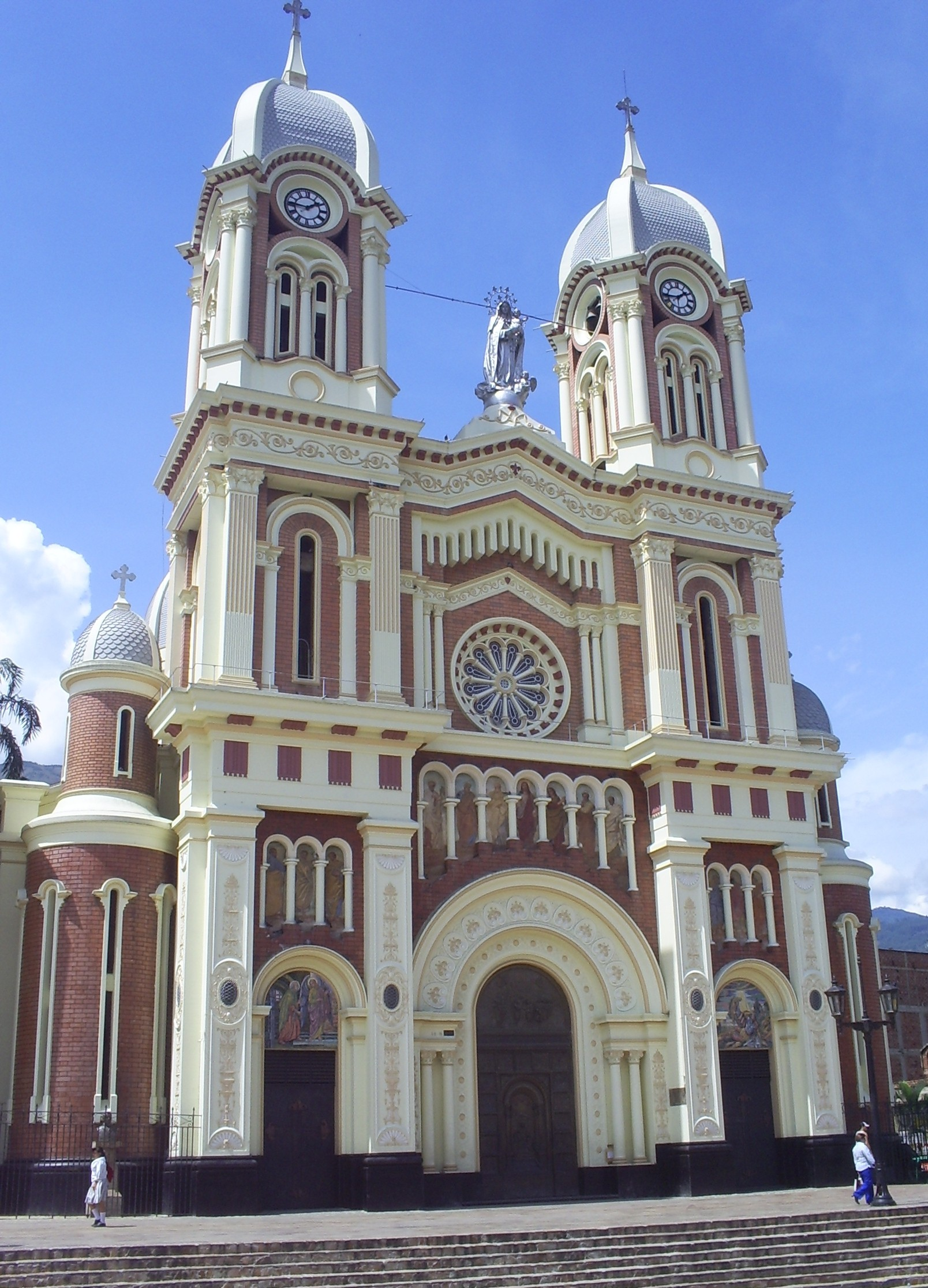
Katholieke kerk Nuestra Señora del Rosario in Bello

In het voornamelijk christelijke Bello is een Joodse gemeenschap met koosjere bakkerij, Hebreeuwse basisschool en een synagoge en slager, waarvan het vlees afkomstig is van een slager in de hoofdstad Bogota. In 2012 werd bekend dat tientallen christelijke inwoners van Bello een bekering hebben doorgemaakt naar het Jodendom nadat de voorganger, Juan Carlos Villegas, van hun 3000 leden tellende protestantse kerk dit deed onder toeziend oog van rabbijn Moshe Ahana uit Miami.
- Library of Congress Control Number: n2005079128
- MusicBrainz: a291ce5b-0e33-48b8-8bd1-a2902edf0ebc
- Nationale Bibliotheek van Israël: 987007496621405171
- Virtual International Authority File: 142105730

Abejorral · Abriaquí · Alejandría · Amagá · Amalfi · Andes · Angelópolis · Angostura · Anorí · Anzá · Apartadó · Arboletes · Argelia · Armenia · Barbosa · Bello · Belmira · Betania · Betulia · Briceño · Buriticá · Cáceres · Caicedo · Caldas · Campamento · Cañasgordas · Caracolí · Caramanta · Carepa · El Carmen de Viboral · Carolina del Príncipe · Caucasia · Chigorodó · Cisneros · Ciudad Bolívar · Cocorná · Concepción · Concordia · Copacabana · Dabeiba · Donmatías · Ebéjico · El Bagre · El Peñol · El Santuario · Entrerríos · Envigado · Fredonia · Frontino · Giraldo · Girardota · Gómez Plata · Granada · Guadalupe · Guarne · Guatapé · Heliconia · Hispania · Itagüí · Ituango · Jardín · Jericó · La Ceja · La Estrella · La Pintada · La Unión · Liborina · Maceo · Marinilla · Medellín · Montebello · Murindó · Mutatá · Nariño · Nechí · Necoclí · Olaya · Peque · Pueblorrico · Puerto Berrío · Puerto Nare · Puerto Triunfo · Remedios · Retiro · Rionegro · Sabanalarga · Sabaneta · Salgar · San Andrés de Cuerquia · San Carlos · San Francisco · San Jerónimo · San José de la Montaña · San Juan de Urabá · San Luis · San Pedro de los Milagros · San Pedro de Urabá · San Rafael · San Roque · San Vicente · Santa Bárbara · Santa Fe de Antioquia · Santa Rosa de Osos · Santo Domingo · Segovia · Sonsón · Sopetrán · Támesis · Tarazá · Tarso · Titiribí · Toledo · Turbo · Uramita · Urrao · Valdivia · Valparaíso · Vegachí · Venecia · Vigía del Fuerte · Yalí · Yarumal · Yolombó · Yondó · Zaragoza
1. ↑  Colombia: Departments & Major Cities - Population Statistics, Maps, Charts, Weather and Web Information. citypopulation.de. Geraadpleegd op 23 juli 2025.
2. ↑  Terug naar het Jodendom Reformatorisch Dagblad, 5 december 2012